# Patrol wojskowy na Zimowych Światowych Wojskowych Igrzyskach Sportowych 2010 – drużynowo mężczyzn

Patrol wojskowy mężczyzn drużynowo na 1. Zimowych Światowych Wojskowych Igrzyskach Sportowych odbył się w dniu 25 marca 2010 w miejscowości Brusson położonej w regionie Dolina Aosty we Włoszech.
Patrol wojskowy  – zimowa konkurencja sportowa odbyła się na dystansie 25 km. Zawody wygrali reprezentanci Słowenii, Polacy w składzie: Mirosław Kobus, Krzysztof Pływaczyk, Łukasz Szczurek i Adam Kwak zajęli 8 miejsce.

## Terminarz
| Data               | Godzina (UTC+01:00) | Wydarzenie |
| ------------------ | ------------------- | ---------- |
| 25 marca 2010(dts) | 9:00                | Finał      |

## Medaliści
| Złoto                                                                   | Srebro                                                                   | Brąz                                                                                |
| Estonia · Priit Narusk · Indrek Tobreluts · Kauri Kõiv · Roland Lessing | Szwajcaria · Toni Livers · Ivan Joller · Kristian Stebler · Remo Fischer | Francja · Vincent Vittoz · Robin Duvillard · Emmanuel Jonnier · Alexandre Rousselet |

## Wyniki
| Pozycja | Państwo           | Czas      | Uwagi |
| ------- | ----------------- | --------- | ----- |
| 01 !    | Estonia           | 1:04:09,9 |       |
| 02 !    | Szwajcaria        | +17,7     |       |
| 03 !    | Francja           | +1:13,1   |       |
| 4       | Norwegia          | +1:31,1   |       |
| 5       | Włochy            | +1:38,4   |       |
| 6       | Chiny             | ++4:26,8  |       |
| 7       | Finlandia         | +4:27,9   |       |
| 8       | Polska            | +5:30,8   |       |
| 9       | Rumunia           | +6:14,6   |       |
| 10      | Białoruś          | +6:18,8   |       |
| 11      | Szwecja           | +6:48,2   |       |
| 12      | Łotwa             | +6:55,7   |       |
| 13      | Austria           | +7:29,4   |       |
| 14      | Niemcy            | +8:43,9   |       |
| 15      | Stany Zjednoczone | +12:59,7  |       |
| 16      | Korea Południowa  | +14:07,9  |       |
| 17      | Rosja             | +17:48,1  |       |
| 18      | Liban             | +49:04,8  |       |